# Macario di Strigonio
Macario (in ungherese Makár) (... – 25 gennaio 1150 o prima) è stato un arcivescovo cattolico ungherese che ricoprì la carica di arcivescovo di Esztergom dal 1142 circa fino a un anno compreso tra il 1147 e il 1150.
La sua carriera ecclesiastica partì come prevosto di Titel attorno al 1127, dopodiché egli divenne vescovo di Pécs ricoprendo tale carica dal 1136 al 1139 circa e, infine, arcivescovo di Esztergom fino a un anno compreso tra il 1147 e il 1150.

## Biografia
Macario è menzionato per la prima volta in un documento frammentario emesso dal notaio di corte all'epoca di re Stefano II d'Ungheria. La carta risale a un periodo compreso tra il 1125 e il 1128 e si riferisce a lui come capo o prevosto del collegio di Titel (oggi in Serbia).
Macario viene menzionato per la prima volta come vescovo (ma senza alcun riferimento alla sua sede) all'inizio del 1137. In quell'anno partecipò all'assemblea durante la quale Ladislao, all'epoca giovane figlio del re Béla II d'Ungheria, fu proclamato duca di Bosnia. Nell'elenco dei partecipanti, Macario è preceduto solo dall'arcivescovo di Strigonio. La sua sede di Pécs è rivelata in una carta emessa relativa alla collegiata di Dömös dal re Béla II il 3 settembre 1138. Un altro documento, il quale testimoniava la donazione dei villaggi al monastero di Csatár, eretto da Martin Gutkeled, ispán del Comitato di Zala, fa riferimento a Macario come vescovo, ma senza menzionare la sua sede. L'atto fu emesso tra il 1138 e il 1141, ovvero nell'ultima fase al potere di Béla II.
Macario sembra essere stato trasferito alla sede di Esztergom dopo alcuni anni, in quanto tre carte emesse tra il 1142 e il 1146 fanno riferimento all'«arcivescovo Macario». Come ha ritenuto lo studioso gesuita István Katona a cavallo tra il XVIII e il XIX secolo, è presumibile che Macario corrisponda al tale arcivescovo «Muchia», citato senza indicarne l'arcidiocesi specifica in un documento del maggio 1142, quando i privilegi di Spalato furono confermati dalla corte reale in nome del sovrano ancora minorenne Géza II d'Ungheria. Tuttavia lo storico Tamás Körmendi sottolinea le difficoltà paleografiche tra le due forme di nome, considerando inoltre che l'autenticità stessa del documento è ritenuta incerta. Nándor Knauz, Imre Szentpétery, László Koszta, Attila Zsoldos e Tamás Körmendi, dopo essersi cimentati in considerazioni filologiche e di diritto canonico, hanno considerato sensata l'ipotesi di Katona. Al contrario, József Udvardy ha ritenuto che «Muchia» fosse un arcivescovo di Kalocsa precedentemente sconosciuto.
Due documenti del 1146 lo indicano ancora come arcivescovo. Macario figura in entrambe le occasioni come testimone in concomitanza della scrittura degli ultimi testamenti di una nobildonna di nome Színes o Scines (si tratta del primo documento testamentario di cui si ha conoscenza realizzato da una donna in Ungheria) e dell'hospes Fulco, che servì diversi prelati per decenni come ecclesiastico secolare. Il nome di Macario compare anche in una carta reale la cui data di emissione risulta ignota, e si riferisce a quando Géza II garantì nuovamente il privilegio dell'imposizione del dazio nei pressi di Győr all'Abbazia di Pannonhalma. Secondo il necrologio dell'Abbazia di Göttweig, Macario morì il 25 gennaio, ma non viene menzionato l'anno del decesso. Poiché l'ultimo testamento di Fulco (in cui era coinvolto l'arcivescovo) venne redatto dopo il 16 febbraio 1146, Macario morì tra il 25 gennaio 1147 al più presto e lo stesso giorno del 1150 al più tardi, poiché Kökényes esercitava già la funzione di arcivescovo in quest'ultimo anno indicato.